# Световно първенство по шахмат 2014
Световното първенство по шахмат през 2014 г. започва с Турнир на претендентите, победителят от който играе мач за шахматната корона със световния шампион Магнус Карлсен (Норвегия).

## Турнир на претендентите
Турнирът на претендентите за шампионската титла на Световната шахматна федерация през 2014 г. се провежда
 от 12 до 30 март 2014 г. в руския град Ханти-Мансийск между осемте най-силни шахматисти в света, определени от ФИДЕ, всички с рейтинг ЕЛО над 2700:

- Веселин Топалов (България) – 2785
- Вишванатан Ананд (Индия) – 2770
- Владимир Крамник (Русия) – 2787
- Дмитрий Андрейкин (Русия) – 2709
- Левон Аронян (Армения) – 2830
- Пьотър Свидлер (Русия) – 2758
- Сергей Карякин (Русия) – 2766
- Шахрияр Мамедяров (Азербайджан) – 2757

Победител е Вишванатан Ананд, който добива правото на реванш за световната титла срещу новия шампион Магнус Карлсен през ноември 2014 г.

## Мач за титлата
Мачът за титлата „Световен шампион по шахмат“ се провежда от 7 до 28 ноември 2014 г. в Сочи, Русия. След 11 от 12 планирани партии Магнус Карлсен защитава титлата си с 6½ точки срещу 4½ за Вишванатан Ананд (3+, 7=, 1–).
|                  | ЕЛО  | 1 8.XI | 2 9.XI | 3 11.XI | 4 12.XI | 5 14.XI | 6 15.XI | 7 17.XI | 8 18.XI | 9 20.XI | 10 21.XI | 11 23.XI | 12 25.XI | Точки |
| ---------------- | ---- | ------ | ------ | ------- | ------- | ------- | ------- | ------- | ------- | ------- | -------- | -------- | -------- | ----- |
| Магнус Карлсен   | 2863 | ½      | 1      | 0       | ½       | ½       | 1       | ½       | ½       | ½       | ½        | 1        | –        | 6½    |
| Вишванатан Ананд | 2792 | ½      | 0      | 1       | ½       | ½       | 0       | ½       | ½       | ½       | ½        | 0        | –        | 4½    |

След мача състезателите Карлсен и Ананд, провеждат среща с президента на Русия Владимир Путин и президента на ФИДЕ Кирсан Илюмжинов. Присъстват бившите световни шампиони Борис Спаски (1969 – 1972) и Анатолий Карпов (1975 – 1985 и 1993 – 1999), съпругата на претендента Аруна Ананд и др.